# عايدة نور الدين
عايدة نور الدين هي مُمرضة مصرية عملت لمدة سبع سنوات في قسم العناية الفائقة في مستشفى الإسكندرية الجامعي بإشراف طبيب الأعصاب هشام أبو رحمة، الذي كان كافة الضحايا من مرضاه. وُلدت في سبعينات القرن العشرين (1973 تقريبًا). في صيف 1997، اتُهمت بقتل مريض والشروع بقتل 25 آخرين بحقنهم بمادة الفلاكسين المرخي للعضلات في المستشفى الجامعي بالإسكندرية.

## الاتهامات
وُجهت إليها في بادئ الأمر تُهمة القتل العمد للمريض عبد القادر إبراهيم مع الشروع في قتل من 25 إلى 29 آخرين؛ وكذلك التهمة الثانية التي عدلت بجنحة إصابة خطأ، كما حوكمت بتهمة اختلاس أموال عامة وهي الأدوية التي حصلت عليها من المستشفى.

## الحكم
حُكم عليها بالإعدام إلى أن تم نقض الحكم واستُبدل من تُهمة القتل العمد إلى تُهمة ضرر أفضى إلى موت، حيث العقوبة من 3 إلى 7 سنوات أشغال شاقة، وكانت المُمرضة قد أعطت المريض مادة ضارة وهو عقار القلاكسدين المرخي للعضلات للمريض الذي تُوفي، وحقنة بالعقار في غير الحالات التي تستلزم استعماله وذلك دون الاستعداد الطبي المُتبع عند الاستخدام رغم علم المُمرضة أن المجني عليه في حالة لا تتطلب استعمال العقار، وقد أحدثت به الأعراض الموصوفة بالتقرير الطبي، ولم تكن تقصد من ذلك قتله، وأن سبب الوفاة هو ذلك العقار الخاطئ وهو ما ينطبق عليه المادة 236 من العقوبات. وقُضى على عايدة بخمس سنوات سجنًا.

## كتب ودراسات عنها:
- عايدة التي ضحى الجميع بها، أهداف البنداري، القاهرة، 1998م

## مُعالجة تلفزيونية
قدّم الفنان يحيى الفخراني عام 2000 مسلسل أوبرا عايدة، الذي تناول قصة المُمرضة، حيث جسّدت حنان تُرك شخصية المُتهمة.